# Smolanka (województwo podlaskie)
Smolanka – wieś w Polsce położona w województwie podlaskim, w powiecie sokólskim, w gminie Sokółka. Miejscowość uroczyskowa zwana dawniej – Smolany Most, powstała na terenie Straży Bachmatowskiej Leśnictwa Bobrzańskiego w drugiej połowie XVIII wieku. Nazwa wsi Smolanka jest historyczną pozostałością po dawnych puszczańskich „przeróbkach" - pędzenia smoły - z okresu eksploatacji puszcz królewskich na Litwie. 
W latach 1975–1998 miejscowość położona była w województwie białostockim.
Według danych z 2011 roku miejscowość zamieszkiwało 81 osób.
W Smolance działa Koło Gospodyń Wiejskich. Pod koniec 2020 roku został wydany album autorstwa  Leszka Postołowicza,  historyka, autora artykułów i publikacji związanych z Sokólszczyzną – Smolanka i jej mieszkańcy na starej fotografii (zaprezentowanej na zdjęciach wielkoformatowych w formie wystawy od 11 do 27 czerwca 2021 r. w sali wystawienniczej "Kamienicy Tyzenhauza" w Sokółce). Zarys historyczny wsi, z dedykacją Nasi bliscy są z nami, dopóki pamięć o nich nas nie opuści - uznany przez wileński kwartalnik „Znad Wilii” za  przykład "jak należy tworzyć kronikę obecności w małych ojczyznach".
Wierni kościoła rzymskokatolickiego należą do parafii Najświętszego Serca Pana Jezusa w Rozedrance Starej.